# Famille von Ingersleben
La famille von Ingersleben est une famille issue de l'ancienne noblesse de la principauté archiépiscopale de Magdebourg, qui existe toujours.

## Histoire
La famille von Ingersleben est originaire du lieu du même nom, aujourd'hui Ostingersleben près d'Haldensleben sur le territoire des archevêques de Magdebourg. La famille y apparaît pour la première fois dans un document en 1209 avec les frères Heitericus et Linderus de Ingerslove, ainsi qu'en 1211 avec Johannes de Ingersleve. La lignée sûre commence avec Otto von Ingersleben, qui est inféodé à Wolmirsleben en 1457.
Il n'apparaît pas clairement s'il existe un lien avec les seigneurs d'Ingersleben dans l'arrondissement de Gotha en Thuringe, mentionnés pour la première fois en 1351.[réf. nécessaire]

## Armes

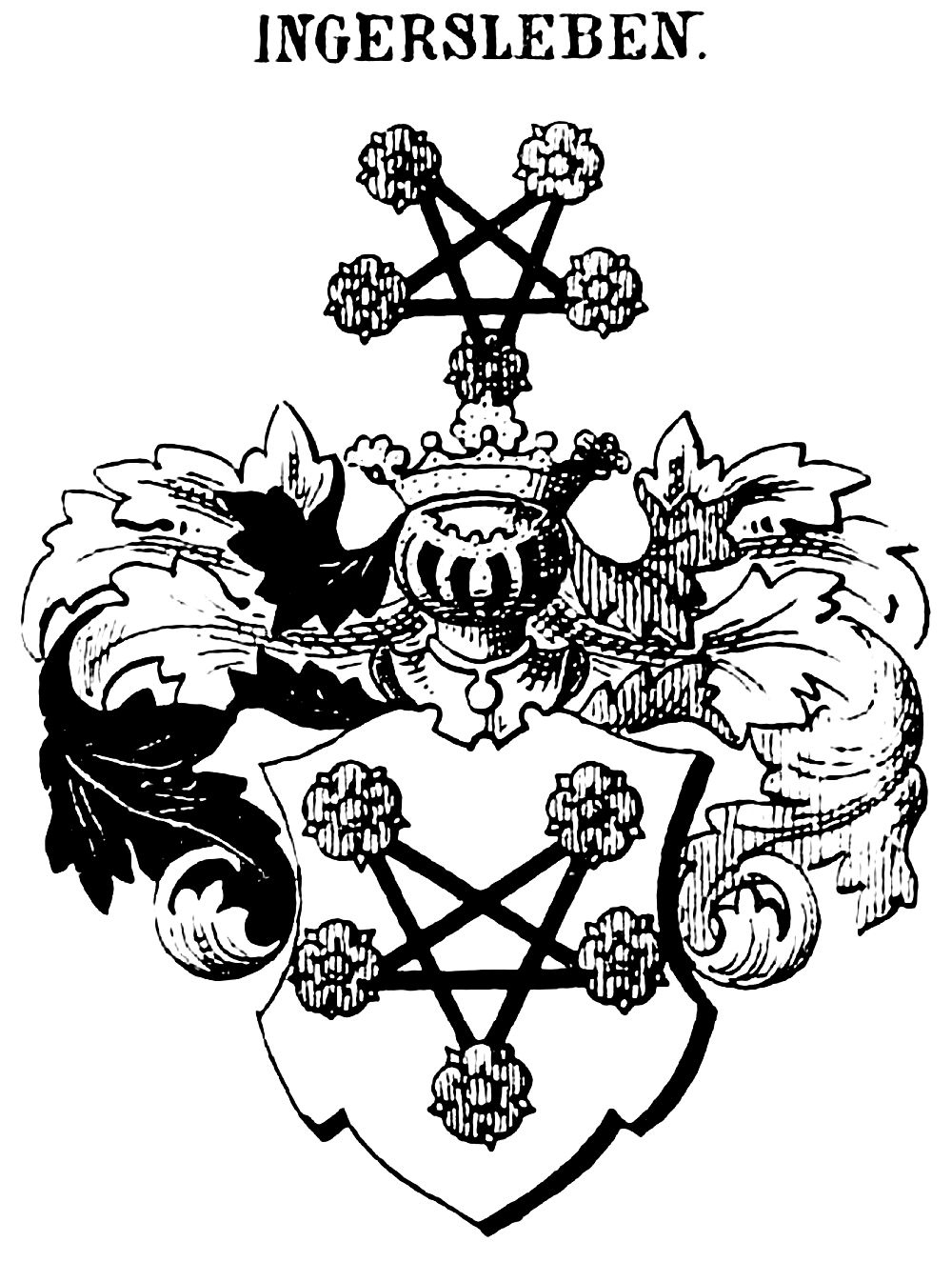
Armoiries de la famille von Ingersleben

Le blason montre en argent un pentacle noir orné de cinq roses rouges. L'image du bouclier sur le casque avec des lambrequins noirs et argentés.[réf. nécessaire]

## Personnalités
- Johann Ludwig von Ingersleben (1703–1757), général de division prussien, chevalier de l'ordre Pour le Mérite
- Rudolf August von Ingersleben (de) (1704-1780), colonel prussien
- Carl Ludwig von Ingersleben (de) (1709-1781), général de division prussien
- Friedrich Wilhelm Heinrich Ferdinand von Ingersleben (1746–1814), colonel prussien
- Karl von Ingersleben (1753–1831), administrateur de l'arrondissement de Tangermünde (de) et de l'arrondissement d'Arneburg (de), et haut président de la province de Rhénanie et de la province de Poméranie
- Kasimir von Ingersleben (de) (1778–1848), général de division prussien[4]
- Albert von Ingersleben (de) (1805–1891), lieutenant général prussien
- Walther von Ingersleben (1859-1940), lieutenant général prussien